# Rufo Sánchez
Rufino Familiar Sánchez (Madrid, 27 de diciembre de 1986) más conocido como Rufo es un futbolista español  que juega en la demarcación de delantero para el Pontevedra Club de Fútbol de la Primera Federación.

## Biografía
Formado en las divisiones inferiores del Atlético de Madrid en el que llegó a jugar hasta el juvenil B, al salir de la cantera colchonera pasaría por varios clubs modestos de la Comunidad de Madrid como el Coslada, Rayo Majadahonda, Internacional de Madrid CF, AD Torrejón y Atlético Pinto.
En 2010 regresó al Internacional de Madrid CF, en el que ya había estado en 2007 y lo compaginó trabajando en el restaurante de su padre. 
En marzo de 2012, cuando estaba pensando dejar el fútbol, le llegó una oferta de Asia y recaló en el Stallion FC, quedando en cuarto lugar al final de temporada. El delantero madrileño jugó durante 7 años en equipo de Primera División de fútbol en Tailandia y Filipinas, formando parte de equipos como el Global FC, PTT Rayong Football Club y Songkhla United FC, A finales de 2016, su mujer se quedó embarazada y decide regresar a España.
En enero de 2017, el delantero se enrola en las filas del Atlético Sanluqueño, que estaba en última posición del Grupo IV de la Segunda División B de España.
En verano de 2017, decide regresar a Filipinas y firma por el Global FC, en el que ya había jugado hace tres temporadas. En 2018, rescinde su contrato con el Global FC debido a los impagos.
En la temporada 2018-19 regresa al Internacional de Madrid CF, por tercera vez en su carrera y en el que sería su primera temporada completa en la categoría en el que solo anotó cuatro goles.
Durante la primera vuelta de la temporada 2019-20, logra anotar 12 goles con el Internacional de Madrid CF, siendo el máximo goleador del grupo I de la Segunda División B de España hasta ese momento, lo que llamaría la atención del resto de la categoría y se convirtió en una de las piezas más cotizadas del mercado de invierno.
El 23 de enero de 2020, se confirma su fichaje por el Pontevedra Club de Fútbol de la Segunda División B de España hasta el final de temporada, en el lograría anotar 6 goles más hasta el parón de la liga por el coronavirus.

## Clubes
| Club                               | País      | Año         |
| ---------------------------------- | --------- | ----------- |
| Internacional de Madrid CF         | España    | 2007        |
| AD Torrejón CF                     | España    | 2007 - 2008 |
| Atlético Pinto                     | España    | 2008 - 2010 |
| Internacional de Madrid CF         | España    | 2010 - 2012 |
| Stallion FC                        | Filipinas | 2012 - 2013 |
| Global FC                          | Filipinas | 2013 - 2014 |
| PTT Rayong                         | Tailandia | 2014        |
| Songkhla United F.C.               | Tailandia | 2015 - 2016 |
| Atlético Sanluqueño Club de Fútbol | España    | 2017        |
| Global FC                          | Filipinas | 2017 - 2018 |
| Internacional de Madrid CF         | España    | 2018 - 2020 |
| Pontevedra Club de Fútbol          | España    | 2020 -      |